# Europees kampioenschap voetbal mannen onder 17 - 2018 (kwalificatie)
Het kwalificatietoernooi voor het Europees kampioenschap voetbal onder 17 voor mannen was een toernooi dat duurde van 27 september 2018 tot en met 28 maart 2018. Dit toernooi zou bepalen welke 15 landen zich kwalificeerden voor het Europees kampioenschap voetbal mannen onder 17 van 2018.
Alle landen van de UEFA mochten meedoen aan dit toernooi. Spelers geboren op of na 1 januari 2001 mochten deelnemen. Het toernooi werd verdeeld over twee rondes. De eerste ronde werd de kwalificatieronde genoemd. Portugal en Duitsland hoefden hier niet aan mee te doen. De tweede ronde heet de eliteronde.

## Gekwalificeerde landen
| Land                  | Gekwalificeerd als          | Beste prestatie             |
| --------------------- | --------------------------- | --------------------------- |
| Engeland              | Gastland                    | Kampioen (2010, 2014)       |
| Servië                | Eliteronde: Winnaar groep 1 | Kwartfinale (2002)          |
| Spanje                | Eliteronde: Tweede groep 1  | Kampioen (2007, 2008, 2017) |
| Zweden                | Eliteronde: Winnaar groep 2 | Halve finale (2013)         |
| België                | Eliteronde: Tweede groep 2  | Halve finale (2007, 2015)   |
| Ierland               | Eliteronde: Winnaar groep 3 | Kwartfinale (2017)          |
| Zwitserland           | Eliteronde: Winnaar groep 4 | Kampioen (2002)             |
| Portugal              | Eliteronde: Tweede groep 4  | Kampioen (2003, 2016)       |
| Nederland             | Eliteronde: Winnaar groep 5 | Kampioen (2011, 2012)       |
| Italië                | Eliteronde: Tweede groep 5  | Tweede (2013)               |
| Bosnië en Herzegovina | Eliteronde: Winnaar groep 6 | Groepsfase (2016, 2017)     |
| Denemarken            | Eliteronde: Tweede groep 6  | Halve finale (2011)         |
| Slovenië              | Eliteronde: Winnaar groep 7 | Groepsfase (2012, 2015)     |
| Israël                | Eliteronde: Tweede groep 7  | Groepsfase (2003, 2005)     |
| Noorwegen             | Eliteronde: Winnaar groep 8 | Groepsfase (2017)           |
| Duitsland             | Eliteronde: Tweede groep 8  | Kampioen (2009)             |

## Loting kwalificatieronde
De loting voor de kwalificatieronde werd gehouden op 13 december 2016 om 9:00 (UTC+1) op het UEFA-hoofdkantoor in Nyon, Zwitserland.
De landen werden verdeeld op basis van de coëfficiënten. De ranking werd berekend door te kijken naar de resultaten van de vorige toernooien:
- Europees kampioenschap voetbal mannen onder 17 van 2014 en kwalificatie.
- Europees kampioenschap voetbal mannen onder 17 van 2015 en kwalificatie.
- Europees kampioenschap voetbal mannen onder 17 van 2016 en kwalificatie.

In elke groep kwam een land uit iedere pot. Een aantal landen mocht, om politieke redenen, niet bij elkaar terecht komen. Dat gold voor Rusland en Oekraïne, Spanje en Gibraltar, Servië en Kosovo en Bosnië en Herzegovina en Kosovo. Duitsland en Portugal waren automatisch gekwalificeerd voor de eliteronde.
| Team     | Coëfficiënt | ranking |
| -------- | ----------- | ------- |
| Engeland | 12.167      | —       |

| Team      | Coëfficiënt | ranking |
| --------- | ----------- | ------- |
| Duitsland | 14.667      | 1       |
| Portugal  | 11.167      | 2       |

| Team                  | Coëfficiënt | ranking |
| --------------------- | ----------- | ------- |
| Nederland             | 10.667      | 3       |
| Spanje                | 10.000      | 4       |
| Frankrijk             | 10.000      | 5       |
| Schotland             | 9.000       | 6       |
| Oostenrijk            | 8.833       | 7       |
| Rusland               | 8.667       | 8       |
| Italië                | 8.500       | 9       |
| Tsjechië              | 8.500       | 10      |
| Servië                | 8.333       | 11      |
| België                | 8.333       | 12      |
| Polen                 | 7.833       | 13      |
| Bosnië en Herzegovina | 7.000       | 14      |
| Ierland               | 6.833       | 15      |

| Team        | Coëfficiënt | ranking |
| ----------- | ----------- | ------- |
| Kroatië     | 6.500       | 16      |
| Griekenland | 6.333       | 17      |
| Oekraïne    | 6.167       | 18      |
| Zwitserland | 6.167       | 19      |
| Zweden      | 5.500       | 20      |
| Denemarken  | 5.500       | 21      |
| Slovenië    | 5.333       | 22      |
| Turkije     | 5.167       | 23      |
| IJsland     | 5.000       | 24      |
| Roemenië    | 5.000       | 25      |
| Wales       | 4.833       | 26      |
| Georgië     | 4.833       | 27      |
| Slowakije   | 4.833       | 28      |

| Team          | Coëfficiënt | ranking |
| ------------- | ----------- | ------- |
| Israël        | 4.833       | 29      |
| Bulgarije     | 3.667       | 30      |
| Noorwegen     | 3.500       | 31      |
| Wit-Rusland   | 3.500       | 32      |
| Letland       | 3.000       | 33      |
| Estland       | 3.000       | 34      |
| Cyprus        | 3.000       | 35      |
| Hongarije     | 2.667       | 36      |
| Noord-Ierland | 2.667       | 37      |
| Finland       | 2.500       | 38      |
| Albanië       | 2.500       | 39      |
| Litouwen      | 2.000       | 40      |
| Moldavië      | 2.000       | 41      |

| Team            | Coëfficiënt | ranking |
| --------------- | ----------- | ------- |
| Noord-Macedonië | 1.667       | 42      |
| Montenegro      | 1.500       | 43      |
| Azerbeidzjan    | 1.500       | 44      |
| Armenië         | 1.333       | 45      |
| Luxemburg       | 1.333       | 46      |
| Faeröer         | 1.333       | 47      |
| Liechtenstein   | 1.000       | 48      |
| San Marino      | 0.333       | 49      |
| Gibraltar       | 0.333       | 50      |
| Andorra         | 0.000       | 51      |
| Malta           | 0.000       | 52      |
| Kazachstan      | 0.000       | 53      |
| Kosovo          | —           | 54      |

Vetgedrukte landen hebben zich uiteindelijk gekwalificeerd voor het hoofdtoernooi.

## Kwalificatieronde

### Groep 1
De wedstrijden werden gespeeld tussen 26 oktober en 1 november 2017 in Malta.
| Pos | Team          | Wed | W | G | V | Ptn | DV | DT | +/− | Kwalificatie              |   | BEL | SUI | NIR | MLT |
| --- | ------------- | --- | - | - | - | --- | -- | -- | --- | ------------------------- | - | --- | --- | --- | --- |
| 1   | België        | 3   | 3 | 0 | 0 | 9   | 8  | 1  | +7  | Geplaatst voor eliteronde |   | —   | 2–0 | 3–0 | 3–1 |
| 2   | Zwitserland   | 3   | 2 | 0 | 1 | 6   | 6  | 2  | +4  | Geplaatst voor eliteronde |   | —   | —   | 5–0 | 1–0 |
| 3   | Noord-Ierland | 3   | 1 | 0 | 2 | 3   | 1  | 8  | −7  |                           |   | —   | —   | —   | 1–0 |
| 4   | Malta         | 3   | 0 | 0 | 3 | 0   | 1  | 5  | −4  |                           | — | —   | —   | —   |     |

### Groep 2
De wedstrijden werden gespeeld tussen 19 en 25 oktober 2017 in Albanië.
| Pos | Team          | Wed | W | G | V | Ptn | DV | DT | +/− | Kwalificatie              |   | CRO | ESP | ALB | LIE |
| --- | ------------- | --- | - | - | - | --- | -- | -- | --- | ------------------------- | - | --- | --- | --- | --- |
| 1   | Kroatië       | 3   | 2 | 1 | 0 | 7   | 8  | 1  | +7  | Geplaatst voor eliteronde |   | —   | 1–1 | 1–0 | 6–0 |
| 2   | Spanje        | 3   | 2 | 1 | 0 | 7   | 5  | 1  | +4  | Geplaatst voor eliteronde |   | —   | —   | 1–0 | 3–0 |
| 3   | Albanië       | 3   | 1 | 0 | 2 | 3   | 5  | 2  | +3  |                           |   | —   | —   | —   | 5–2 |
| 4   | Liechtenstein | 3   | 0 | 0 | 3 | 0   | 0  | 14 | −14 |                           | — | —   | —   | —   |     |

### Groep 3
De wedstrijden werden gespeeld tussen 13 en 19 oktober 2017 in Tsjechië.
| Pos | Team     | Wed | W | G | V | Ptn | DV | DT | +/− | Kwalificatie              |   | ISR | CZE | TUR | ARM |
| --- | -------- | --- | - | - | - | --- | -- | -- | --- | ------------------------- | - | --- | --- | --- | --- |
| 1   | Israël   | 3   | 3 | 0 | 0 | 9   | 6  | 0  | +6  | Geplaatst voor eliteronde |   | —   | 2–0 | 1–0 | 3–0 |
| 2   | Tsjechië | 3   | 1 | 1 | 1 | 4   | 8  | 3  | +5  | Geplaatst voor eliteronde |   | —   | —   | 1–1 | 7–0 |
| 3   | Turkije  | 3   | 1 | 1 | 1 | 4   | 5  | 2  | +3  |                           |   | —   | —   | —   | 4–0 |
| 4   | Armenië  | 3   | 0 | 0 | 3 | 0   | 0  | 14 | −14 |                           | — | —   | —   | —   |     |

### Groep 4
De wedstrijden werden gespeeld tussen 27 september en 3 oktober 2017 in Finland.
| Pos | Team    | Wed | W | G | V | Ptn | DV | DT | +/− | Kwalificatie              |   | FIN | ISL | RUS | FAR |
| --- | ------- | --- | - | - | - | --- | -- | -- | --- | ------------------------- | - | --- | --- | --- | --- |
| 1   | Finland | 3   | 2 | 1 | 0 | 7   | 5  | 0  | +5  | Geplaatst voor eliteronde |   | —   | 0–0 | 1–0 | 4–0 |
| 2   | IJsland | 3   | 2 | 1 | 0 | 7   | 4  | 0  | +4  | Geplaatst voor eliteronde |   | —   | —   | 2–0 | 2–0 |
| 3   | Rusland | 3   | 1 | 0 | 2 | 3   | 3  | 4  | −1  |                           |   | —   | —   | —   | 3–1 |
| 4   | Faeröer | 3   | 0 | 0 | 3 | 0   | 1  | 9  | −8  |                           | — | —   | —   | —   |     |

### Groep 5
De wedstrijden werden gespeeld tussen 18 en 24 oktober 2017 in Servië.
| Pos | Team        | Wed | W | G | V | Ptn | DV | DT | +/− | Kwalificatie              |   | SRB | GRE | NOR | GIB  |
| --- | ----------- | --- | - | - | - | --- | -- | -- | --- | ------------------------- | - | --- | --- | --- | ---- |
| 1   | Servië      | 3   | 3 | 0 | 0 | 9   | 12 | 3  | +9  | Geplaatst voor eliteronde |   | —   | 3–2 | 2–1 | 7–0  |
| 2   | Griekenland | 3   | 2 | 0 | 1 | 6   | 9  | 3  | +6  | Geplaatst voor eliteronde |   | —   | —   | 1–0 | 6–0  |
| 3   | Noorwegen   | 3   | 1 | 0 | 2 | 3   | 11 | 3  | +8  |                           |   | —   | —   | —   | 10–0 |
| 4   | Gibraltar   | 3   | 0 | 0 | 3 | 0   | 0  | 23 | −23 |                           | — | —   | —   | —   |      |

### Groep 6
De wedstrijden werden gespeeld tussen 19 en 25 oktober 2017 in Slovenië.
| Pos | Team        | Wed | W | G | V | Ptn | DV | DT | +/− | Kwalificatie              |   | FRA | SLO | BLR | KAZ |
| --- | ----------- | --- | - | - | - | --- | -- | -- | --- | ------------------------- | - | --- | --- | --- | --- |
| 1   | Frankrijk   | 3   | 3 | 0 | 0 | 9   | 10 | 2  | +8  | Geplaatst voor eliteronde |   | —   | 2–1 | 3–1 | 5–0 |
| 2   | Slovenië    | 3   | 2 | 0 | 1 | 6   | 3  | 2  | +1  | Geplaatst voor eliteronde |   | —   | —   | 1–0 | 1–0 |
| 3   | Wit-Rusland | 3   | 1 | 0 | 2 | 3   | 4  | 5  | −1  |                           |   | —   | —   | —   | 3–1 |
| 4   | Kazachstan  | 3   | 0 | 0 | 3 | 0   | 1  | 9  | −8  |                           | — | —   | —   | —   |     |

### Groep 7
De wedstrijden werden gespeeld tussen 22 en 28 oktober 2017 in Estland.
| Pos | Team       | Wed | W | G | V | Ptn | DV | DT | +/− | Kwalificatie              |   | SCO | DEN | AND | EST |
| --- | ---------- | --- | - | - | - | --- | -- | -- | --- | ------------------------- | - | --- | --- | --- | --- |
| 1   | Schotland  | 3   | 2 | 1 | 0 | 7   | 5  | 1  | +4  | Geplaatst voor eliteronde |   | —   | 0–0 | 2–1 | 3–0 |
| 2   | Denemarken | 3   | 2 | 1 | 0 | 7   | 2  | 0  | +2  | Geplaatst voor eliteronde |   | —   | —   | 1–0 | 1–0 |
| 3   | Andorra    | 3   | 0 | 1 | 2 | 1   | 1  | 3  | −2  |                           |   | —   | —   | —   | 0–0 |
| 4   | Estland    | 3   | 0 | 1 | 2 | 1   | 0  | 4  | −4  |                           | — | —   | —   | —   |     |

### Groep 8
De wedstrijden werden gespeeld tussen 2 en 8 oktober 2017 in Macedonië.
| Pos | Team                  | Wed | W | G | V | Ptn | DV | DT | +/− | Kwalificatie              |   | BIH | SVK | MKD | MDA |
| --- | --------------------- | --- | - | - | - | --- | -- | -- | --- | ------------------------- | - | --- | --- | --- | --- |
| 1   | Bosnië en Herzegovina | 3   | 1 | 2 | 0 | 5   | 5  | 1  | +4  | Geplaatst voor eliteronde |   | —   | 1–1 | 0–0 | 4–0 |
| 2   | Slowakije             | 3   | 1 | 2 | 0 | 5   | 3  | 1  | +2  | Geplaatst voor eliteronde |   | —   | —   | 0–0 | 2–0 |
| 3   | Noord-Macedonië       | 3   | 1 | 2 | 0 | 5   | 2  | 0  | +2  |                           |   | —   | —   | —   | 2–0 |
| 4   | Moldavië              | 3   | 0 | 0 | 3 | 0   | 0  | 8  | −8  |                           | — | —   | —   | —   |     |

### Groep 9
De wedstrijden werden gespeeld tussen 10 en 16 oktober 2017 in Hongarije.
| Pos | Team      | Wed | W | G | V | Ptn | DV | DT | +/− | Kwalificatie              |   | HUN | NED | WAL | KOS |
| --- | --------- | --- | - | - | - | --- | -- | -- | --- | ------------------------- | - | --- | --- | --- | --- |
| 1   | Hongarije | 3   | 3 | 0 | 0 | 9   | 6  | 2  | +4  | Geplaatst voor eliteronde |   | —   | 1–0 | 2–1 | 3–1 |
| 2   | Nederland | 3   | 2 | 0 | 1 | 6   | 7  | 2  | +5  | Geplaatst voor eliteronde |   | —   | —   | 3–1 | 4–0 |
| 3   | Wales     | 3   | 1 | 0 | 2 | 3   | 3  | 6  | −3  |                           |   | —   | —   | —   | 2–0 |
| 4   | Kosovo    | 3   | 0 | 0 | 3 | 0   | 2  | 8  | −6  |                           | — | —   | —   | —   |     |

### Groep 10
De wedstrijden werden gespeeld tussen 23 en 29 oktober 2017 in Roemenië.
| Pos | Team       | Wed | W | G | V | Ptn | DV | DT | +/− | Kwalificatie              |   | AUT | ROU | LTU | LUX |
| --- | ---------- | --- | - | - | - | --- | -- | -- | --- | ------------------------- | - | --- | --- | --- | --- |
| 1   | Oostenrijk | 3   | 3 | 0 | 0 | 9   | 5  | 1  | +4  | Geplaatst voor eliteronde |   | —   | 1–0 | 2–0 | 2–1 |
| 2   | Roemenië   | 3   | 1 | 1 | 1 | 4   | 2  | 2  | 0   | Geplaatst voor eliteronde |   | —   | —   | 2–1 | 0–0 |
| 3   | Litouwen   | 3   | 1 | 0 | 2 | 3   | 3  | 5  | −2  |                           |   | —   | —   | —   | 2–1 |
| 4   | Luxemburg  | 3   | 0 | 1 | 2 | 1   | 2  | 4  | −2  |                           | — | —   | —   | —   |     |

### Groep 11
De wedstrijden werden gespeeld tussen 10 en 16 oktober 2017 in Bulgarije.
| Pos | Team         | Wed | W | G | V | Ptn | DV | DT | +/− | Kwalificatie              |   | IRL | UKR | AZE | BUL |
| --- | ------------ | --- | - | - | - | --- | -- | -- | --- | ------------------------- | - | --- | --- | --- | --- |
| 1   | Ierland      | 3   | 3 | 0 | 0 | 9   | 12 | 1  | +11 | Geplaatst voor eliteronde |   | —   | 3–1 | 6–0 | 3–0 |
| 2   | Oekraïne     | 3   | 2 | 0 | 1 | 6   | 10 | 4  | +6  | Geplaatst voor eliteronde |   | —   | —   | 6–1 | 3–0 |
| 3   | Azerbeidzjan | 3   | 1 | 0 | 2 | 3   | 3  | 13 | −10 |                           |   | —   | —   | —   | 2–1 |
| 4   | Bulgarije    | 3   | 0 | 0 | 3 | 0   | 1  | 8  | −7  |                           | — | —   | —   | —   |     |

### Groep 12
De wedstrijden werden gespeeld tussen 17 en 23 oktober 2017 in Cyprus.
| Pos | Team       | Wed | W | G | V | Ptn | DV | DT | +/− | Kwalificatie              |   | POL | SWE | CYP | SMR |
| --- | ---------- | --- | - | - | - | --- | -- | -- | --- | ------------------------- | - | --- | --- | --- | --- |
| 1   | Polen      | 3   | 2 | 1 | 0 | 7   | 10 | 1  | +9  | Geplaatst voor eliteronde |   | —   | 1–1 | 1–0 | 8–0 |
| 2   | Zweden     | 4   | 1 | 2 | 1 | 5   | 11 | 2  | +9  | Geplaatst voor eliteronde |   | —   | —   | 1–1 | 9–0 |
| 3   | Cyprus     | 3   | 1 | 1 | 1 | 4   | 6  | 2  | +4  |                           |   | —   | —   | —   | 5–0 |
| 4   | San Marino | 3   | 0 | 0 | 3 | 0   | 0  | 22 | −22 |                           | — | —   | —   | —   |     |

### Groep 13
De wedstrijden werden gespeeld tussen 24 en 30 oktober 2017 in Georgië.
| Pos | Team       | Wed | W | G | V | Ptn | DV | DT | +/− | Kwalificatie              |   | ITA | GEO | LAT | MNE |
| --- | ---------- | --- | - | - | - | --- | -- | -- | --- | ------------------------- | - | --- | --- | --- | --- |
| 1   | Italië     | 3   | 3 | 0 | 0 | 9   | 6  | 0  | +6  | Geplaatst voor eliteronde |   | —   | 2–0 | 1–0 | 3–0 |
| 2   | Georgië    | 3   | 2 | 0 | 1 | 6   | 3  | 2  | +1  | Geplaatst voor eliteronde |   | —   | —   | 1–0 | 2–0 |
| 3   | Letland    | 3   | 0 | 1 | 2 | 1   | 1  | 3  | −2  |                           |   | —   | —   | —   | 1–1 |
| 4   | Montenegro | 3   | 0 | 1 | 2 | 1   | 1  | 6  | −5  |                           | — | —   | —   | —   |     |

### Ranking nummers 3
Om te bepalen welke landen, die derde waren geworden, mochten aansluiten bij de eliteronde werd een rangschikking gemaakt van de nummers 3 uit iedere groep. De bovenste vier landen kwalificeerden zich. Alleen de resultaten tegen de landen die 1 en 2 waren geworden telden mee.
| Pos | Team            | Wed | W | G | V | Ptn | DV | DT | +/− | Kwalificatie |
| --- | --------------- | --- | - | - | - | --- | -- | -- | --- | ------------ |
| 1   | Noord-Macedonië | 2   | 0 | 2 | 0 | 2   | 0  | 0  | 0   | Eliteronde   |
| 2   | Cyprus          | 2   | 0 | 1 | 1 | 1   | 1  | 2  | −1  | Eliteronde   |
| 3   | Turkije         | 2   | 0 | 1 | 1 | 1   | 1  | 2  | −1  | Eliteronde   |
| 4   | Noorwegen       | 2   | 0 | 0 | 2 | 0   | 1  | 3  | −2  | Eliteronde   |
| 5   | Andorra         | 2   | 0 | 0 | 2 | 0   | 1  | 3  | −2  |              |
| 6   | Letland         | 2   | 0 | 0 | 2 | 0   | 0  | 2  | −2  |              |
| 7   | Albanië         | 2   | 0 | 0 | 2 | 0   | 0  | 2  | −2  |              |
| 8   | Wit-Rusland     | 2   | 0 | 0 | 2 | 0   | 1  | 4  | −3  |              |
| 9   | Litouwen        | 2   | 0 | 0 | 2 | 0   | 1  | 4  | −3  |              |
| 10  | Rusland         | 2   | 0 | 0 | 2 | 0   | 0  | 3  | −3  |              |
| 11  | Wales           | 2   | 0 | 0 | 2 | 0   | 1  | 6  | −5  |              |
| 12  | Noord-Ierland   | 2   | 0 | 0 | 2 | 0   | 0  | 8  | −8  |              |
| 13  | Azerbeidzjan    | 2   | 0 | 0 | 2 | 0   | 1  | 12 | −11 |              |

1. 1 2  disciplinaire punten (Cyprus: 2 pnt., Turkije: 5 pnt).
2. 1 2  disciplinaire punten (Noorwegen: 4 pnt., Andorra: 5 pnt).
3. 1 2  disciplinaire punten (Letland: 3 pnt., Albanië: 7 pnt).
4. 1 2  disciplinaire punten (Wit-Rusland: 1 pnt., Litouwen: 4 pnt.).

## Loting eliteronde
De loting voor de eliteronde werd gehouden op 6 december 2017, om 11:45 (UTC+1) op het UEFA-hoofdkantoor in Nyon, Zwitserland.
De landen werden verdeeld op basis van de resultaten in de kwalificatieronde. De landen die automatisch waren gekwalificeerd werden automatisch in Pot A gezet. Bij de loting werd uit iedere pot een land genomen. Landen die in de kwalificatieronde uit dezelfde groep kwamen en nummer 1 en 2 waren geworden konden in deze ronde niet weer tegen elkaar uitkomen.
| Pos | Grp | Team                  | Wed | W | G | V | Ptn | DV | DT | +/− | Seeding |
| --- | --- | --------------------- | --- | - | - | - | --- | -- | -- | --- | ------- |
| 1   | —   | Duitsland             | 0   | 0 | 0 | 0 | 0   | 0  | 0  | 0   | Pot A   |
| 2   | —   | Portugal              | 0   | 0 | 0 | 0 | 0   | 0  | 0  | 0   | Pot A   |
| 3   | 11  | Ierland               | 3   | 3 | 0 | 0 | 9   | 12 | 1  | +11 | Pot A   |
| 4   | 5   | Servië                | 3   | 3 | 0 | 0 | 9   | 12 | 3  | +9  | Pot A   |
| 5   | 6   | Frankrijk             | 3   | 3 | 0 | 0 | 9   | 10 | 2  | +8  | Pot A   |
| 6   | 1   | België                | 3   | 3 | 0 | 0 | 9   | 8  | 1  | +7  | Pot A   |
| 7   | 3   | Israël                | 3   | 3 | 0 | 0 | 9   | 6  | 0  | +6  | Pot A   |
| 8   | 13  | Italië                | 3   | 3 | 0 | 0 | 9   | 6  | 0  | +6  | Pot A   |
| 9   | 9   | Hongarije             | 3   | 3 | 0 | 0 | 9   | 6  | 2  | +4  | Pot B   |
| 10  | 10  | Oostenrijk            | 3   | 3 | 0 | 0 | 9   | 5  | 1  | +4  | Pot B   |
| 11  | 12  | Polen                 | 3   | 2 | 1 | 0 | 7   | 10 | 1  | +9  | Pot B   |
| 12  | 2   | Kroatië               | 3   | 2 | 1 | 0 | 7   | 8  | 1  | +7  | Pot B   |
| 13  | 4   | Finland               | 3   | 2 | 1 | 0 | 7   | 5  | 0  | +5  | Pot B   |
| 14  | 2   | Spanje                | 3   | 2 | 1 | 0 | 7   | 5  | 1  | +4  | Pot B   |
| 15  | 7   | Schotland             | 3   | 2 | 1 | 0 | 7   | 5  | 1  | +4  | Pot B   |
| 16  | 4   | IJsland               | 3   | 2 | 1 | 0 | 7   | 4  | 0  | +4  | Pot B   |
| 17  | 7   | Denemarken            | 3   | 2 | 1 | 0 | 7   | 2  | 0  | +2  | Pot C   |
| 18  | 11  | Oekraïne              | 3   | 2 | 0 | 1 | 6   | 10 | 4  | +6  | Pot C   |
| 19  | 5   | Griekenland           | 3   | 2 | 0 | 1 | 6   | 9  | 3  | +6  | Pot C   |
| 20  | 9   | Nederland             | 3   | 2 | 0 | 1 | 6   | 7  | 2  | +5  | Pot C   |
| 21  | 1   | Zwitserland           | 3   | 2 | 0 | 1 | 6   | 6  | 2  | +4  | Pot C   |
| 22  | 6   | Slovenië              | 3   | 2 | 0 | 1 | 6   | 3  | 2  | +1  | Pot C   |
| 23  | 13  | Georgië               | 3   | 2 | 0 | 1 | 6   | 3  | 2  | +1  | Pot C   |
| 24  | 12  | Zweden                | 3   | 1 | 2 | 0 | 5   | 11 | 2  | +9  | Pot C   |
| 25  | 8   | Bosnië en Herzegovina | 3   | 1 | 2 | 0 | 5   | 5  | 1  | +4  | Pot D   |
| 26  | 8   | Slowakije             | 3   | 1 | 2 | 0 | 5   | 3  | 1  | +2  | Pot D   |
| 27  | 8   | Noord-Macedonië (Y)   | 3   | 1 | 2 | 0 | 5   | 2  | 0  | +2  | Pot D   |
| 28  | 3   | Tsjechië              | 3   | 1 | 1 | 1 | 4   | 8  | 3  | +5  | Pot D   |
| 29  | 12  | Cyprus                | 3   | 1 | 1 | 1 | 4   | 6  | 2  | +4  | Pot D   |
| 30  | 3   | Turkije (Y)           | 3   | 1 | 1 | 1 | 4   | 5  | 2  | +3  | Pot D   |
| 31  | 10  | Roemenië              | 3   | 1 | 1 | 1 | 4   | 2  | 2  | 0   | Pot D   |
| 32  | 5   | Noorwegen (Y)         | 3   | 1 | 0 | 2 | 3   | 11 | 3  | +8  | Pot D   |

1. 1 2  disciplinaire punten: (Israël: 0, Italië: 5.)
2. 1 2  disciplinaire punten: (Spanje: 7, Schotland: 8.)
3. 1 2  disciplinaire punten: (Slovenië: 2, Georgië: 8.)

## Eliteronde

### Groep 1
De wedstrijden werden gespeeld tussen 21 en 27 maart 2018 in Tsjechië.
| Pos | Team     | Wed | W | G | V | Ptn | DV | DT | +/− | Kwalificatie                      |   | SRB | ESP | UKR | CZE |
| --- | -------- | --- | - | - | - | --- | -- | -- | --- | --------------------------------- | - | --- | --- | --- | --- |
| 1   | Servië   | 3   | 2 | 1 | 0 | 7   | 6  | 1  | +5  | Geplaatst voor het hoofdtoernooi. |   | —   | 1–1 | 3–0 | 2–0 |
| 2   | Spanje   | 3   | 1 | 2 | 0 | 5   | 4  | 2  | +2  | Geplaatst voor het hoofdtoernooi. |   | —   | —   | 1–1 | 2–0 |
| 3   | Oekraïne | 2   | 0 | 2 | 0 | 2   | 1  | 4  | −3  |                                   |   | —   | —   | —   | 0–0 |
| 4   | Tsjechië | 3   | 0 | 1 | 2 | 1   | 0  | 4  | −4  |                                   | — | —   | —   | —   |     |

### Groep 2
De wedstrijden werden gespeeld tussen 9 en 15 maart 2018 in Kroatië.
| Pos | Team    | Wed | W | G | V | Ptn | DV | DT | +/− | Kwalificatie                      |   | SWE | BEL | CYP | CRO |
| --- | ------- | --- | - | - | - | --- | -- | -- | --- | --------------------------------- | - | --- | --- | --- | --- |
| 1   | Zweden  | 3   | 1 | 2 | 0 | 5   | 1  | 0  | +1  | Geplaatst voor het hoofdtoernooi. |   | —   | 1–0 | 0–0 | 0–0 |
| 2   | België  | 3   | 1 | 1 | 1 | 4   | 3  | 3  | 0   | Geplaatst voor het hoofdtoernooi. |   | —   | —   | 1–1 | 2–1 |
| 3   | Cyprus  | 3   | 0 | 3 | 0 | 3   | 2  | 2  | 0   |                                   |   | —   | —   | —   | 1–1 |
| 4   | Kroatië | 3   | 0 | 2 | 1 | 2   | 2  | 3  | −1  |                                   | — | —   | —   | —   |     |

### Groep 3
De wedstrijden werden gespeeld tussen 21 en 27 maart 2018 in Polen.
| Pos | Team            | Wed | W | G | V | Ptn | DV | DT | +/− | Kwalificatie                      |   | IRL | GEO | POL | MKD |
| --- | --------------- | --- | - | - | - | --- | -- | -- | --- | --------------------------------- | - | --- | --- | --- | --- |
| 1   | Ierland         | 3   | 3 | 0 | 0 | 9   | 6  | 0  | +6  | Geplaatst voor het hoofdtoernooi. |   | —   | 2–0 | 1–0 | 3–0 |
| 2   | Georgië         | 3   | 1 | 1 | 1 | 4   | 8  | 5  | +3  |                                   |   | —   | —   | 2–2 | 6–1 |
| 3   | Polen           | 3   | 1 | 1 | 1 | 4   | 5  | 3  | +2  |                                   | — | —   | —   | 3–0 |     |
| 4   | Noord-Macedonië | 3   | 0 | 0 | 3 | 0   | 1  | 12 | −11 |                                   | — | —   | —   | —   |     |

### Groep 4
De wedstrijden werden gespeeld tussen 12 en 18 maart 2018 in Portugal.
| Pos | Team        | Wed | W | G | V | Ptn | DV | DT | +/− | Kwalificatie                      |   | SUI | POR | FIN | SVK |
| --- | ----------- | --- | - | - | - | --- | -- | -- | --- | --------------------------------- | - | --- | --- | --- | --- |
| 1   | Zwitserland | 3   | 2 | 1 | 0 | 7   | 7  | 4  | +3  | Geplaatst voor het hoofdtoernooi. |   | —   | 1–2 | 2–1 | 4–2 |
| 2   | Portugal    | 3   | 2 | 1 | 0 | 7   | 5  | 2  | +3  | Geplaatst voor het hoofdtoernooi. |   | —   | —   | 2–0 | 2–1 |
| 3   | Finland     | 3   | 1 | 0 | 2 | 3   | 3  | 5  | −2  |                                   |   | —   | —   | —   | 2–1 |
| 4   | Slowakije   | 3   | 0 | 0 | 3 | 0   | 4  | 8  | −4  |                                   | — | —   | —   | —   |     |

### Groep 5
De wedstrijden werden gespeeld tussen 7 en 13 maart 2018 in Nederland.
| Pos | Team      | Wed | W | G | V | Ptn | DV | DT | +/− | Kwalificatie                      |   | NED | ITA | TUR | ISL |
| --- | --------- | --- | - | - | - | --- | -- | -- | --- | --------------------------------- | - | --- | --- | --- | --- |
| 1   | Nederland | 3   | 3 | 0 | 0 | 9   | 6  | 1  | +5  | Geplaatst voor het hoofdtoernooi. |   | —   | 2–0 | 2–0 | 2–1 |
| 2   | Italië    | 3   | 2 | 0 | 1 | 6   | 3  | 2  | +1  | Geplaatst voor het hoofdtoernooi. |   | —   | —   | 2–0 | 1–0 |
| 3   | Turkije   | 3   | 1 | 0 | 2 | 3   | 3  | 4  | −1  |                                   |   | —   | —   | —   | 3–0 |
| 4   | IJsland   | 3   | 0 | 0 | 3 | 0   | 1  | 6  | −5  |                                   | — | —   | —   | —   |     |

### Groep 6
De wedstrijden werden gespeeld tussen 21 en 27 maart 2018 in Oostenrijk.
| Pos | Team                  | Wed | W | G | V | Ptn | DV | DT | +/− | Kwalificatie                      |   | BIH | DEN | FRA | AUT |
| --- | --------------------- | --- | - | - | - | --- | -- | -- | --- | --------------------------------- | - | --- | --- | --- | --- |
| 1   | Bosnië en Herzegovina | 3   | 2 | 0 | 1 | 6   | 4  | 4  | 0   | Geplaatst voor het hoofdtoernooi. |   | —   | 1–0 | 0–3 | 3–1 |
| 2   | Denemarken            | 3   | 2 | 0 | 1 | 6   | 3  | 2  | +1  | Geplaatst voor het hoofdtoernooi. |   | —   | —   | 2–1 | 1–0 |
| 3   | Frankrijk             | 3   | 1 | 1 | 1 | 4   | 4  | 2  | +2  |                                   |   | —   | —   | —   | 0–0 |
| 4   | Oostenrijk            | 3   | 0 | 1 | 2 | 1   | 1  | 4  | −3  |                                   | — | —   | —   | —   |     |

### Groep 7
De wedstrijden werden gespeeld tussen 22 en 28 maart 2018 in Hongarije.
| Pos | Team      | Wed | W | G | V | Ptn | DV | DT | +/− | Kwalificatie                      |   | SLO | ISR | HUN | ROU |
| --- | --------- | --- | - | - | - | --- | -- | -- | --- | --------------------------------- | - | --- | --- | --- | --- |
| 1   | Slovenië  | 3   | 2 | 1 | 0 | 7   | 6  | 2  | +4  | Geplaatst voor het hoofdtoernooi. |   | —   | 3–0 | 1–1 | 2–1 |
| 2   | Israël    | 3   | 2 | 0 | 1 | 6   | 6  | 4  | +2  | Geplaatst voor het hoofdtoernooi. |   | —   | —   | 1–0 | 5–1 |
| 3   | Hongarije | 3   | 1 | 1 | 1 | 4   | 3  | 2  | +1  |                                   |   | —   | —   | —   | 2–0 |
| 4   | Roemenië  | 3   | 0 | 0 | 3 | 0   | 2  | 9  | −7  |                                   | — | —   | —   | —   |     |

### Groep 8
De wedstrijden werden gespeeld tussen 21 en 27 maart 2018 in Griekenland.
| Pos | Team        | Wed | W | G | V | Ptn | DV | DT | +/− | Kwalificatie                      |   | NOR | GER | GRE | SCO |
| --- | ----------- | --- | - | - | - | --- | -- | -- | --- | --------------------------------- | - | --- | --- | --- | --- |
| 1   | Noorwegen   | 3   | 2 | 1 | 0 | 7   | 7  | 3  | +4  | Geplaatst voor het hoofdtoernooi. |   | —   | 2–2 | 3–0 | 2–1 |
| 2   | Duitsland   | 3   | 1 | 1 | 1 | 4   | 5  | 3  | +2  | Geplaatst voor het hoofdtoernooi. |   | —   | —   | 3–0 | 0–1 |
| 3   | Griekenland | 3   | 1 | 0 | 2 | 3   | 1  | 6  | −5  |                                   |   | —   | —   | —   | 1–0 |
| 4   | Schotland   | 3   | 1 | 0 | 2 | 3   | 2  | 3  | −1  |                                   | — | —   | —   | —   |     |

Jeugd-EK's: onder 21 · onder 19       Jeugd-WK's: onder 20 · onder 17